# أنا الهارب (فلم)
أنا الهارب هو فيلم مصري عُرض عام 1962، بطولة فريد شوقي وزهرة العلا، الفيلم من إنتاج صلاح ذو الفقار وتأليف نيازي مصطفي وعبد الفتاح مصطفي وعبد الحي أديب، ومن إخراج نيازي مصطفى.

## قصة الفيلم
تدور أحداث الفيلم حول حمدي (فريد شوقي) الذي يعمل ضابطًا في أحد السجون. حمدي متزوج ولديه طفل مصاب بالشلل ويحتاج علاجه إلى مبلغ كبير. يُكلَف بترحيل أربعة من مهربي المخدرات، وفي تلك الأثناء يحاول المساجين الهرب، فيلقى أحدهم حتفه على يد الضابط حمدي. عندما يعلم أهل القتيل بحاجة الضابط إلى المال يدبرون له جريمة رشوة انتقامًا منه، يُفصل حمدي من عمله ويبدأ الصراع بين الخير والشر.

## طاقم التمثيل
- فريد شوقي: (الضابط حمدي)
- زهرة العلا: (نادية - زوجة حمدي)
- محمود مرسي: (عرفان - المجرم الهارب)
- صلاح منصور: (زينهم - الهارب)
- يوسف شعبان: (توفيق - الهارب)
- محمد حمدي: (عزيز - السجين الرسام)
- عبد الخالق صالح: (والد نادية)
- نعمت مختار: (الراقصة -عشيقة الفتوة الهارب)
- فيفي يوسف: (راقصة مضروبة)
- عماد الدين أديب: (الطفل ابن حمدي)
- محمد رضا: (الشاويش حسن)
- بدر نوفل: (ضابط المباحث)
- نظيم شعراوي: (والد عرفان)
- محمد أباظة: (مأمور السجن)
- محمد صبيح: (مساعد عرفان)
- عبد المنعم إسماعيل: (موزع مخدرات)
- حسين إسماعيل: (موزع مخدرات)
- أحمد لوكسر
- أنور ماضي
- فايز حجاب
- كمال الزيني
- محمد الحلو

## فريق العمل
- إخراج: نيازي مصطفى
- إنتاج: صلاح ذو الفقار
- قصة: أحمد شوقي
- سيناريو: نيازي مصطفى، عبد الفتاح مصطفى، عبد الحي أديب
- حوار: بهجت قمر
- مدير التصوير: مسعود عيسى
- مونتاج: عبد العزيز فخري، جلال مصطفى
- توزيع داخلي: الشركة العربية للسينما (رمسيس نجيب)
- توزيع خارجي: المتحدة للسينما (صبحي فرحات)